# Cabbage Patch Kids

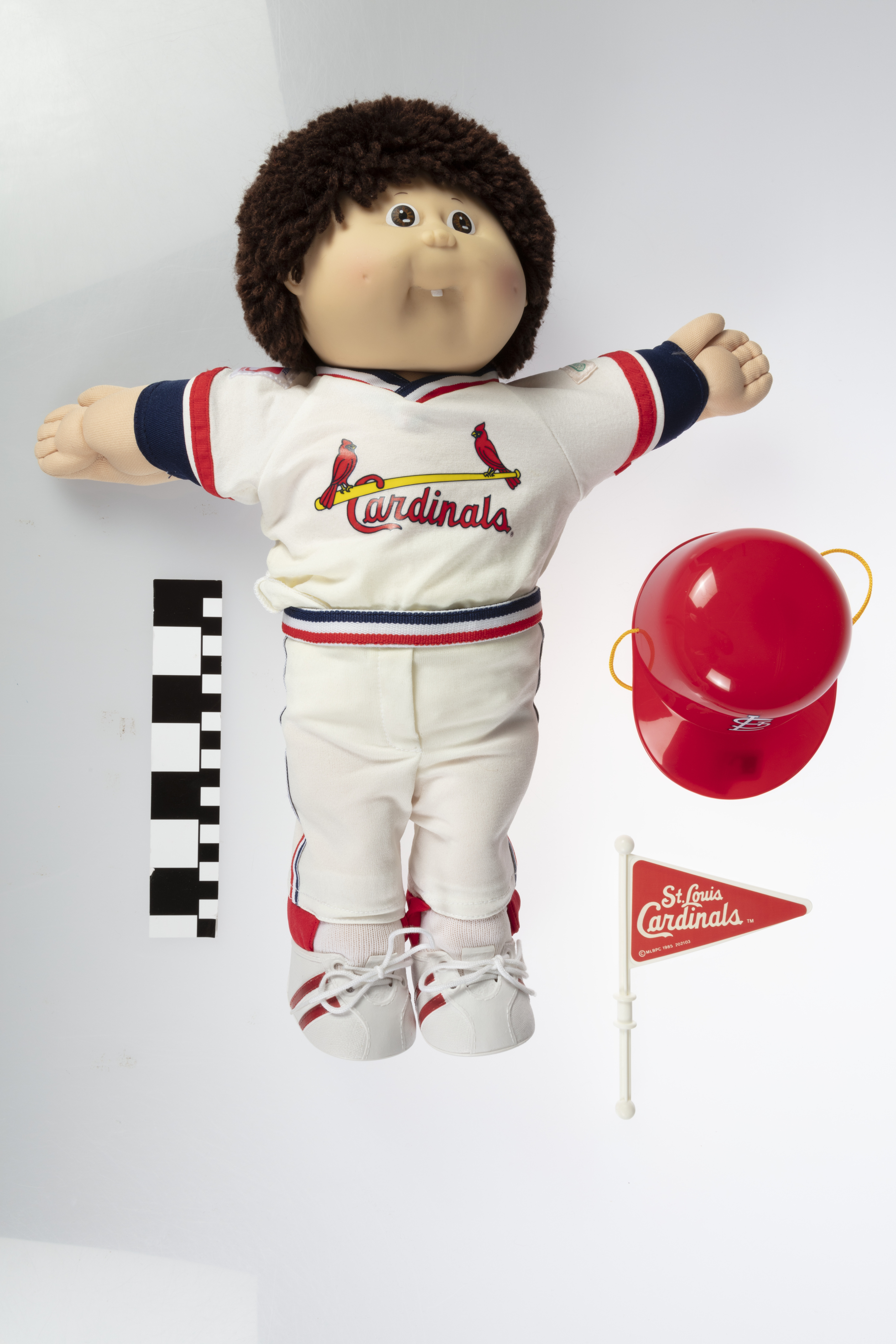
Una bambola "Cabbage Patch Kids" con la divisa dei St. Louis Cardinals.

I Cabbage Patch Kids sono una linea di bambole ideata a partire da una creazione originale di     Debbie Morehead nel 1976 successivamente lievemente modificata da Xavier Roberts nel 1978 per una prima vendita. Le bambole erano originariamente vendute in negozi locali e in seguito al Babyland General Hospital di Cleveland in Georgia. Divennero uno dei giocattoli più popolari degli anni ottanta. In Italia furono commercializzate con il nome di Bamboli del Campo Incantato e distribuite dalla Giocadag di Fuorni (Salerno).

## Storia

### Le origini
I Cabbage Patch Kids, inizialmente chiamati Little People, furono ideati da Xavier Roberts con l'aiuto di quattro artigiane che si ispirarono ad un modello di Martha Nelson.
Il cambio di nome verso Cabbage Patch Kids fu suggerito da Roger Schlaifer prima che si assicurasse in tutto il mondo i diritti sul marchio "Little People" e fu la base della novella scritta nel 1982 da Roger e da sua moglie, Susanne Nance Schlaifer. Una versione abbreviata della storia fu riportata su ogni prodotto Cabbage Patch Kids a partire dal 1983. Parker Brothers pubblicò la storia originale intitolandola "Xavier's Fantastic Discovery" (La fantastica scoperta di Xavier) nel 1984 e Parker Records produsse un disco d'oro utilizzando i personaggi della storia. I personaggi apparvero su molti altri gadget con il marchio Cabbage Patch dai cartoni animati ai giochi da tavolo.
Il personaggio di Xavier Roberts era un ragazzino di dieci anni che aveva scoperto i Cabbage Patch Kids seguendo un'ape-coniglio (BunnyBee) dietro una cascata in una valle magica dove nascevano i bamboli. Per evitare che i bamboli fossero catturati dalla malvagia Lavendar McDade che intendeva sfruttarli come schiavi nella sua miniera d'oro, Xavier Roberts cercò di dare i bamboli in adozione a famiglie affettuose.
Le api-coniglio (BunnyBees) sono creature simili alle api, con orecchie di coniglio che usano come ali. Impollinano i germogli di cavolo con i cristalli magici per generare i bamboli.
Il Colonel Casey dirige il Babyland General hospital. È anche il narratore della storia dei Cabbage Patch Kids.
Otis Lee è il leader della banda di Cabbage Patch Kids che ha stretto amicizia con Xavier.
Lavendar McDade è una vecchia malvagia che vuole sfruttare i bamboli come schiavi nella sua miniera d'oro.
Cabbage Jack è una grande lepre, scagnozzo di Lavendar.
Beau Weasel è un grande furetto, complice di Cabbage Jack.

### L'era Coleco
Le bambole attrassero l'attenzione del produttore di giocattoli Coleco, che iniziò la produzione di massa nel 1982. I Cabbage Patch Kids di Coleco hanno una grande testa rotonda di plastica (originariamente era in una plastica diversa e più dura) e corpi morbidi di stoffa e furono in produzione fra il 1982 e il 1989. Una caratteristica peculiare è che ogni esemplare immesso sul mercato è diverso da tutti gli altri e quindi è un pezzo unico e irripetibile, dotato di un proprio nome e dei documenti (certificato di nascita e certificato di adozione). Dopo la bancarotta di Coleco, i Cabbage Patch Kids furono prodotti da altre aziende, fra cui Hasbro, Mattel, Toys R Us e ultimamente da Play Along. Mattel iniziò la produzione dopo aver rinunciato a produrre My Child.
All'apice della loro popolarità, le bambole divennero il regalo di Natale più ricercato, soprattutto negli Stati Uniti, in cui i genitori facevano lunghe code per prenotare un esemplare e talvolta scoppiavano tafferugli per accaparrarsi l'ultimo disponibile. Negli ultimi anni, Coleco introdusse alcune varianti ai Cabbage Patch Kids classici e continuò a tenere sul mercato l'intera linea di prodotti. Il nome della prima Cabbage Patch Kid nota è Hailey Theeuwen.

### L'era Hasbro
Hasbro rilevò da Coleco i diritti per produrre i Cabbage Patch Kids nel 1988 e continuò a produrre bambole con vari accessori, compresi esemplari che suonavano il kazoo. Lanciò nuove linee di prodotto come "Birthday Kids", "Splash 'n' Tan" e "Pretty Crimp and Curl". Hasbro iniziò gradualmente a produrre bambole per bambini più piccoli, orientandosi quindi su bambole di minori dimensioni. Sebbene i Cabbage Patch Kids fossero ancora i prodotti più venduti, Hasbro non seppe rivitalizzarli sul mercato.

### L'era Mattel
Nel 1994 Mattel acquistò i diritti del marchio e iniziò la produzione.
I Cabbage Patch Kids di Mattel Cabbage Patch non erano tutti con il corpo in stoffa e comprendevano bambole interamente in plastica, più resistenti nel tempo. Le bambole Mattel sono alte 14 pollici o meno (contro i 16 pollici di Coleco e i 18 pollici dei Coleco prodotti in Spagna) e sono dotate di un accessorio per favorire la loro collezionabilità (ad esempio alcuni esemplari hanno giochi acquatici, nuotano, mangiano o si lavano i denti).
Nel 1996 Mattel lanciò gli OlympiKids in coincidenza con le Olimpiadi e i Fairies. Inoltre, per celebrare il 15º anniversario Mattel creò una linea di bambole (esclusivamente femmine) con vestiti d'epoca. Queste furono le prime bambole Mattel alte 16 pollici, come gli originali Cabbage Patch Kids.

### L'era Toys "R" Us
Nel 2003 la catena di negozi di giocattoli Toys "R" Us rilevò il marchio Cabbage Patch Kids da Mattel, producendo Kids da 20 pollici e Babies da 18 pollici, entrambi con corpo di stoffa e testa di plastica. Erano confezionati seduti su un sedile a forma di foglia di cavolo. Queste bambole furono ideate per celebrare il 20º anniversario dei Cabbage Patch Kids.

### L'era Play along
La linea di Toys R Us durò finché Play Along ottenne la licenza di produrre e commercializzare i Cabbage Patch Kids.
Play Along produce ora i Kids tradizionali da 16 pollici e anche i Babies e i Newborns di dimensione ridotta. In preparazione del 25º anniversario, l'azienda ha stretto un accordo con Carvel Cakes per produrre un'edizione speciale di bambole con un cono gelato e ha commercializzato una linea retro di bambole anni Ottanta.

### Il marchio Cabbage Patch Kids
La licenza originale del 1982 dei Cabbage Patch Kids con Coleco Industries fu negoziata e sottoscritta da Roger L. Schlaifer per conto di Schlaifer Nance & Company, licenziatario in esclusiva mondiale dell'azienda di Roberts.
Il presidente di SN&C Roger Schlaifer era responsabile dell'origine del nome, del disegno di tutta la grafica e delle confezioni ed era coautore con la moglie Susanne Nance di "The Legend of the Cabbage Patch Kids". In seguito al contratto con Coleco Industries, SN&C firmò più di centocinquanta concessioni di licenze per la produzione di merce da pannolini per bambini a cereali con poco zucchero, dall'abbigliamento alle piscine gonfiabili e migliaia di prodotti per l'infanzia che nel solo 1984 generarono ricavi per più di 2 miliardi di dollari. Le vendite totali durante la gestione degli Schlaifer superarono i 4,5 miliardi di dollari. Dopo che SN&C vendette i suoi diritti alla società di Roberts, i diritti furono acquistati da Hasbro e successivamente da altre aziende. Sebbene le vendite delle bambole e dei gadget abbiano subito una brusca contrazione dopo la vendita dei diritti, le bambole sono rimaste uno dei prodotti di riferimento del settore e uno dei pochi marchi di bambole di lunga durata.

## Cabbage Patch Kids in porcellana
Queste bambole furono commercializzate per posta da Danbury Mint. Hanno un corpo rigido di stoffa con gambe, braccia e testa in porcellana.

## Cabbage Patch Kids parlanti
Una curiosa estensione della linea furono i Cabbage Patch Kid parlanti, dotati di un chip vocale, sensori tattili e un sensore a infrarossi per rilevare la presenza di altri esemplari parlanti. I sensori tattili permettono alla bambola di "capire" quando e come si gioca con lei per rispondere con messaggi vocali, ad esempio una bambola è in grado di dire "stringimi la mano" e di emettere un messaggio vocale appropriato quando il sensore tattile della mano rileva una pressione. Ancora più curioso è l'effetto in presenza di un altro esemplare parlante rilevato mediante il ricevitore/trasmettitore a infrarossi. Le bambole sono programmate per reagire alla presenza di un proprio simile con una breve frase (ad esempio "Penso che ci sia qualcun altro con cui giocare!" e successivamente intrattengono semplici conversazioni fra le bambole che grazie alla casualità del dialogo possono sembrare naturali.
Il successo del prodotto fu limitato a causa del prezzo elevato (oltre i 100 dollari), della necessità di avere più esemplari per ascoltare un dialogo fra bambole e anche della stranezza di ascoltare due bambole parlanti senza intervento umano, una situazione che offre ridotte possibilità di gioco.

## Babyland General Hospital
Il Babyland General Hospital è il luogo di nascita dei Cabbage Patch Kids e si trova a Cleveland in Georgia. Roberts ha convertito una vecchia clinica in un punto vendita con un piccolo parco a tema da cui vendeva le sue bambole, originariamente chiamate "Little People". La struttura viene presentata come luogo di nascita, nursery, e centro di adozione per i Cabbage Patch Kids. Nel pieno rispetto del tema, i dipendenti si vestono e interpretano le parti di medici e infermieri che si occupano delle bambole come se esse fossero veri neonati. Sebbene la popolarità che originariamente accompagnava i bamboli sia diminuita nel tempo, il Babyland General Hospital è ancora frequentato da un buon numero di fan irriducibili, da turisti e da ricercatori di curiosità.

## Cronistoria
- 1978 - I primi  "Little People Originals" sono consegnati da Xavier Roberts, che acquisisce la società Original Appalachian Artworks, Inc.
- 1981 - Servizi giornalistici sulla popolarità dei Little People appaiono su Newsweek, The Wall Street Journal e Atlanta Weekly.
- 1982 - Original Appalachian Artworks, Inc. firma una concessione di licenza con l'azienda di sviluppo creativo Schlaifer Nance & Company per creare un nuovo brand per i Little People. Schlaifer si accorda con Coleco Industries per la produzione di massa nell'agosto del 1982.
- 1983 - Cabbage Patch Kids sono presentati con grande enfasi alla Fiera Internazionale del Giocattolo di New York. Ad ottobre ci sono tafferugli nei negozi degli Stati Uniti. I Cabbage Patch Kids conquistano la copertina di Newsweek prima di Natale e le notizie del successo commerciale fanno il giro del mondo. Alla fine dell'anno sono state vendute 3 milioni di bambole.
- 1984 - Le vendite dei prodotti con marchio Cabbage Patch Kids raggiungono i 2 miliardi di dollari. I dischi prodotti dai Chapin Brothers per Parker Brothers ricevono il disco d'oro e il disco di platino.
- 1985 - Sono commercializzati i cereali e i pannolini per bambini con marchio Cabbage Patch Kids. Lo speciale di Natale dei cartoni dei Cabbage Patch Kids su ABC è primo per ascolti nella sua fascia oraria. Christopher Xavier è il primo Cabbage Patch Kids nello spazio a bordo dello Space Shuttle.
- 1986 - Viene commercializzato il primo Cabbage Patch Kid parlante.
- 1988 - OAA compra i diritti di licenza per i Cabbage Patch Kids da Schlaifer Anance. Coleco Industries, il licenziatario, fallisce per bancarotta, ma la produzione continua con nuovi licenziatari: Hasbro Industries e poi Mattel.
- 1990 - Alla fine dell'anno sono state vendute 65 milioni di bambole.
- 1992 - Cabbage Patch Kids sono la mascotte ufficiale della rappresentativa statunitense ai Giochi Olimpici del 1992. Ad ogni membro della rappresentativa viene dato un bambolo da portare ai giochi.
- 1999 - Un voto popolare sceglie i Cabbage Patch Kids come uno dei quindici soggetti rappresentativi degli anni Ottanta per una serie filatelica statunitense emessa a gennaio 2000.
- 2007 - Inizia la costruzione di una nuova sede del Babyland General Hospital.

## I Cabbage Patch Kids nella cultura di massa
- Una bambola Cabbage Patch Kids è stata fotografata da Andy Warhol con una Polaroid nel 1985: esposta nella mostra "Warhol & Friends. New York negli anni '80" (Bologna, 2018-2019), è stata pubblicata nel relativo catalogo.[3]
- I Cabbage Patch Kids sono protagonisti della prima parte del romanzo La casa madre di Letizia Muratori.[4]